# Beltrán Alfonso Osorio y Díez de Rivera
Beltrán Alfonso Osorio y Díez de Rivera (1919 - 1994) was Grande van Spanje, 18e hertog van Alburquerque en lid van de hofhouding van  Juan de Bourbon, graaf van Barcelona.
In 1936 nam hij deel aan de Spaanse Burgeroorlog. In 1954 werd hij benoemd tot hoofd van de koninklijke huishouding van de Graaf van Barcelona.
De hertog was een bekend paardruiter, en nam deel aan verschillende Olympische Spelen, waaronder de spelen in Helsinki. Zijn pogingen om de  Grand National te winnen leverden hem meer botbreuken op dan al de andere deelnemers. Vanwege de vele protesten die hij kreeg werd hij laconiek de IJzeren Hertog genoemd.
Hij werd opgevolgd als hertog van Albuquerque door zijn zoon, Juan Miguel Osorio y Bertrán de Li.

## Titels
- XVIIIe Hertog van Alburquerque
- VIIe Hertog van Algete
- XIXe Hertog de los Balbases
- XIIIe Markies van Cadreita
- XVIe Graaf van Fuensaldaña
- Graaf van Grajal,
- Graaf van Huelma,
- Graaf van Ledesma,
- Graaf van la Torre,
- Graaf van Villanueva de Cañedo
- XIIe Graaf van Villaumbrosa.

## Eretekens
- Ridder Gulden Vlies
- Ridder Orde van Sint-Lazarus